# Grewia gossweileri
Grewia gossweileri là một loài thực vật có hoa trong họ Cẩm quỳ. Loài này được (Burret) Exell mô tả khoa học đầu tiên năm 1932.